# Distretto di Mazhang
Il distretto di Mazhang (麻章区S, MázhāngP) è un distretto della Cina, situato nella provincia del Guangdong e amministrato dalla prefettura di Zhanjiang.